# رالي الأردن

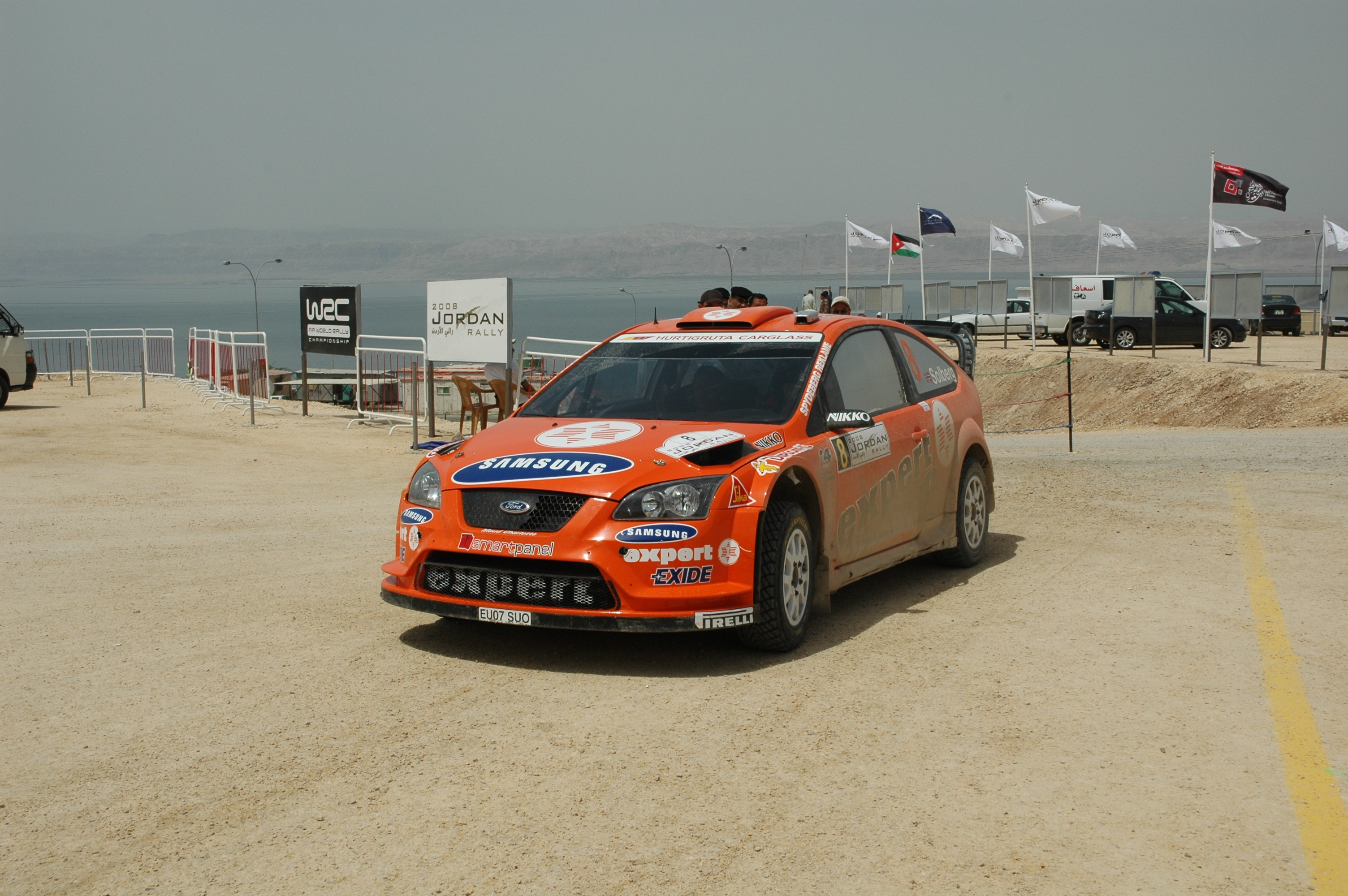
هينينغ سولبرغ بعد إحدى المراحل في سباق عام 2008.

رالي الأردن هو أحد راليات السيارات التي تجرى منافساتها في الأردن. وقد كان أحد إضافات الاتحاد الدولي للسيارات لبطولة العالم للرايات لموسم 2008، وهو أول حدث في بطولة العالم في منطقة الشرق الأوسط. كان رالي الأردن سابقاً أحد مراحل بطولة الشرق الأوسط للراليات سابقاً. أقيم سباق عام 2008 في الفترة من 24 - 27 نيسان (أبريل).

## المراحل
في نسخة 2008، شمل الرالي 21 مرحلة تركزت حول منطقة البحر الميت (في دائرة نصف قطرها 40 كم) ضمن مساحة 75 كم. جرت كل المراحل (عدا واحدة) تحت مستوى سطح البحر
شيدت منطقة الانطلاق بمساعدة من الجيش الأردني ووزارة الإسكان والأشغال العامة، حيث خصصت أرض مساحتها 50 ألف متر مربع لإقامة فعاليات بطولة العالم، وهي أكبر حدث رياضي يشهده الأردن.

## الفائزون
| النسخة           | السنة | البطولة                     | السائق            | مساعد السائق       | نوع السيارة                  |
| ---------------- | ----- | --------------------------- | ----------------- | ------------------ | ---------------------------- |
| الأولى           | 1981  |                             | ميشيل صالح        | توني ساميا         | تويوتا سيليكا GT             |
| الثانية          | 1982  |                             | ميشيل صالح        | توني ساميا         | تويوتا سيليكا GT             |
| الثالثة          | 1983  | بطولة الشرق الأوسط للراليات | سعيد الهاجري      | جون سبيلر          | أوبل مانتا 400               |
| الرابعة          | 1984  | بطولة الشرق الأوسط للراليات | محمد بن سليم      | حسن بن شادور       | تويوتا سيليكا Twin Cam Turbo |
| الخامسة          | 1985  | بطولة الشرق الأوسط للراليات | سعيد الهاجري      | جون سبيلر          | بورش 911 SC RS               |
| السادسة          | 1986  | بطولة الشرق الأوسط للراليات | سعيد الهاجري      | جون سبيلر          | بورش 911 SC RS               |
| السابعة          | 1987  | بطولة الشرق الأوسط للراليات | محمد بن سليم      | جون سبيلر          | تويوتا سيليكا Twin Cam Turbo |
| الثامنة          | 1988  | بطولة الشرق الأوسط للراليات | محمد بن سليم      | رونان مورغان       | تويوتا سيليكا Twin Cam Turbo |
| التاسعة          | 1990  | بطولة الشرق الأوسط للراليات | محمد بن سليم      | رونان مورغان       | تويوتا سيليكا GT-Four ST165  |
| العاشرة          | 1992  | بطولة الشرق الأوسط للراليات | عباس الموسوي      | بيني سميث          | تويوتا سيليكا GT-Four ST165  |
| الحادية عشرة     | 1993  | بطولة الشرق الأوسط للراليات | الشيخ حمد آل ثاني | عبد الله المري     | ميتسوبيشي غالانت VR-4        |
| الثانية عشرة     | 1994  | بطولة الشرق الأوسط للراليات | محمد بن سليم      | فيل ميلز           | فورد اسكورت RS Cosworth      |
| الثالثة عشرة     | 1995  | بطولة الشرق الأوسط للراليات | عبد الله باخشب    | روبي ويليز         | فورد إسكورت RS Cosworth      |
| الرابعة عشرة     | 1996  | بطولة الشرق الأوسط للراليات | محمد بن سليم      | رونان مورغان       | فورد إسكورت RS Cosworth      |
| الخامسة عشرة     | 1997  | بطولة الشرق الأوسط للراليات | محمد بن سليم      | رونان مورغان       | فورد إسكورت RS Cosworth      |
| السادسة عشرة     | 1998  | بطولة الشرق الأوسط للراليات | محمد بن سليم      | رونان مورغان       | فورد إسكورت WRC              |
| السابعة عشرة     | 1999  | بطولة الشرق الأوسط للراليات | محمد بن سليم      | رونان مورغان       | فورد إسكورت WRC              |
| الثامنة عشرة     | 2000  | بطولة الشرق الأوسط للراليات | محمد بن سليم      | رونان مورغان       | فورد فوكس RS WRC             |
| التاسعة عشرة     | 2001  | بطولة الشرق الأوسط للراليات | محمد بن سليم      | خالد زكريا         | فورد فوكس RS WRC             |
| العشرون          | 2002  | بطولة الشرق الأوسط للراليات | محمد بن سليم      | جون سبيلر          | فورد فوكس RS WRC             |
| الحادية والعشرون | 2003  | بطولة الشرق الأوسط للراليات | ناصر العطية       | ستيف لانكاستر      | سوبارو إمبريزا WRC           |
| الثانية والعشرون | 2004  | بطولة الشرق الأوسط للراليات | أمجد فراح         | خالد زكريا         | ميتسوبيشي لانسر Evo VII      |
| الثالثة والعشرون | 2005  | بطولة الشرق الأوسط للراليات | ناصر العطية       | كريس باترسون       | سوبارو إمبريزا               |
| الرابعة والعشرون | 2006  | بطولة الشرق الأوسط للراليات | ناصر العطية       | كريس باترسون       | سوبارو إمبريزا WRC           |
| الخامسة والعشرون | 2007  | بطولة الشرق الأوسط للراليات | خالد القاسمي      | مابكل أور          | سوبارو إمبريزا WRC           |
| السادسة والعشرون | 2008  | بطولة العالم للراليات       | ميكو هيرفونن      | يارمو يتينن        | فورد فوكس RS WRC 07          |
| السابعة والعشرون | 2009  | بطولة الشرق الأوسط للراليات | ناصر العطية       | جيوفاني بيرناتشيني | سوبارو إمبريزا WRX N15       |
| الثامنة والعشرون | 2010  | بطولة العالم للراليات       | سيباستيان لوب     | دانيال إيلينا      | ستروين C4 WRC                |
| التاسعة والعشرون | 2011  | بطولة العالم للراليات       | سيباسيتان أوغيير  | جوليان إنغراسيا    | ستروين DS3 WRC               |
| الثلاثون         | 2012  | بطولة الشرق الأوسط للراليات | ناصر العطية       | جيوفاني بيرناتشيني | فورد فيستا RRC               |

## روابط خارجية
- الموقع الرسمي لرالي الأردن
- WRC Jordan preview

قالب:سباقات سيارات عالمية